# Magistralinis kelias A10
La Magistralinis kelias A10 è una strada maestra della Lituania. Collega la città di Panevėžys a Saločiai, per poi superare il confine con la Lettonia verso Škilinpamūšis. La lunghezza della strada è di 66,10 km.

## Descrizione

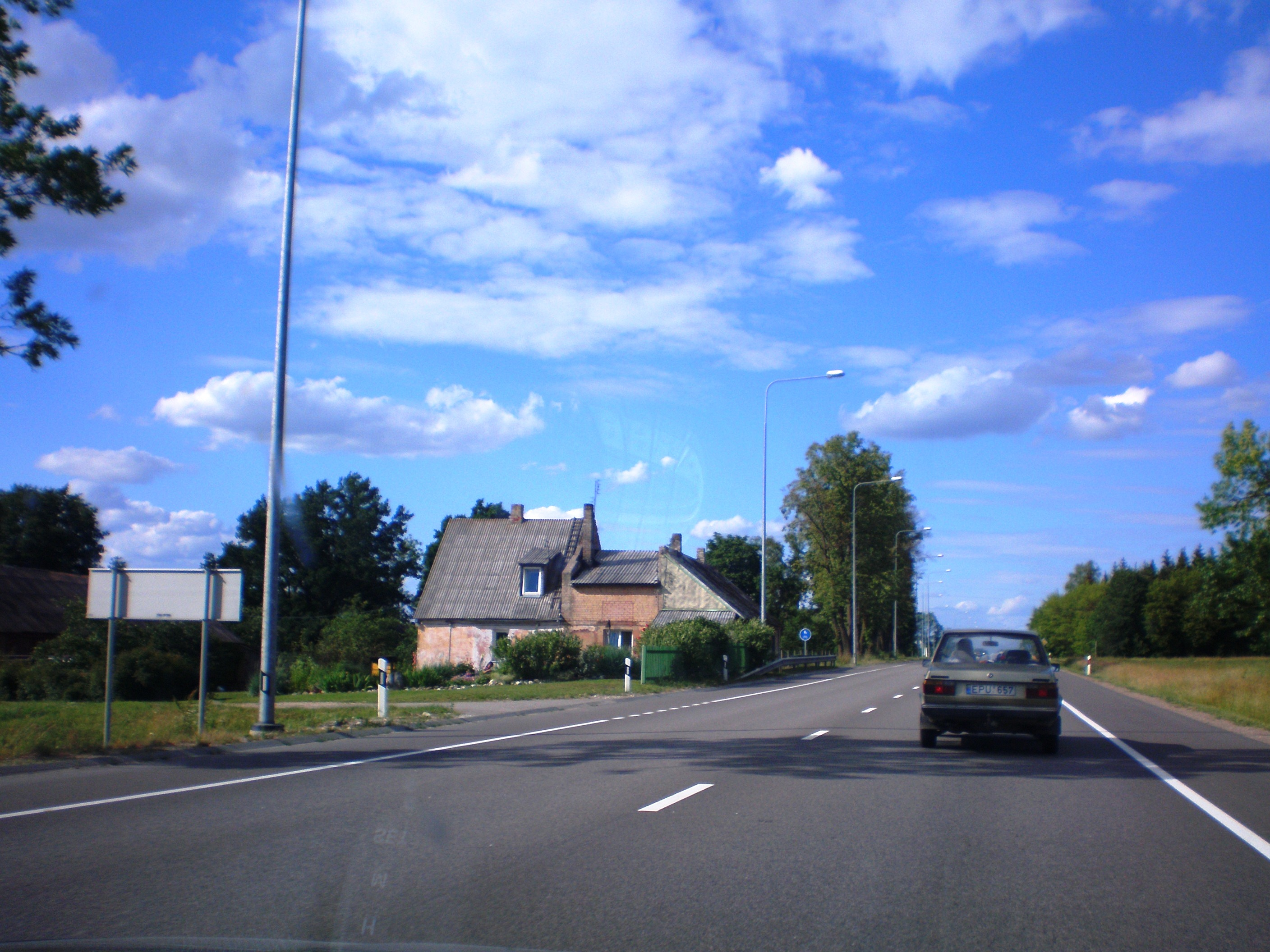
Autostrada all’altezza di Pasvalys

Il limite di velocità per quasi tutta la strada è di 90 km/h. Rientra nella via Baltica. Si sta progettando di estendere la carreggiata di una corsia per rendere più agevole la circolazione del traffico.
Una volta raggiunta la Lettonia, la A10 cambia nome in A7 e termina a Riga.